# Elise Steininger

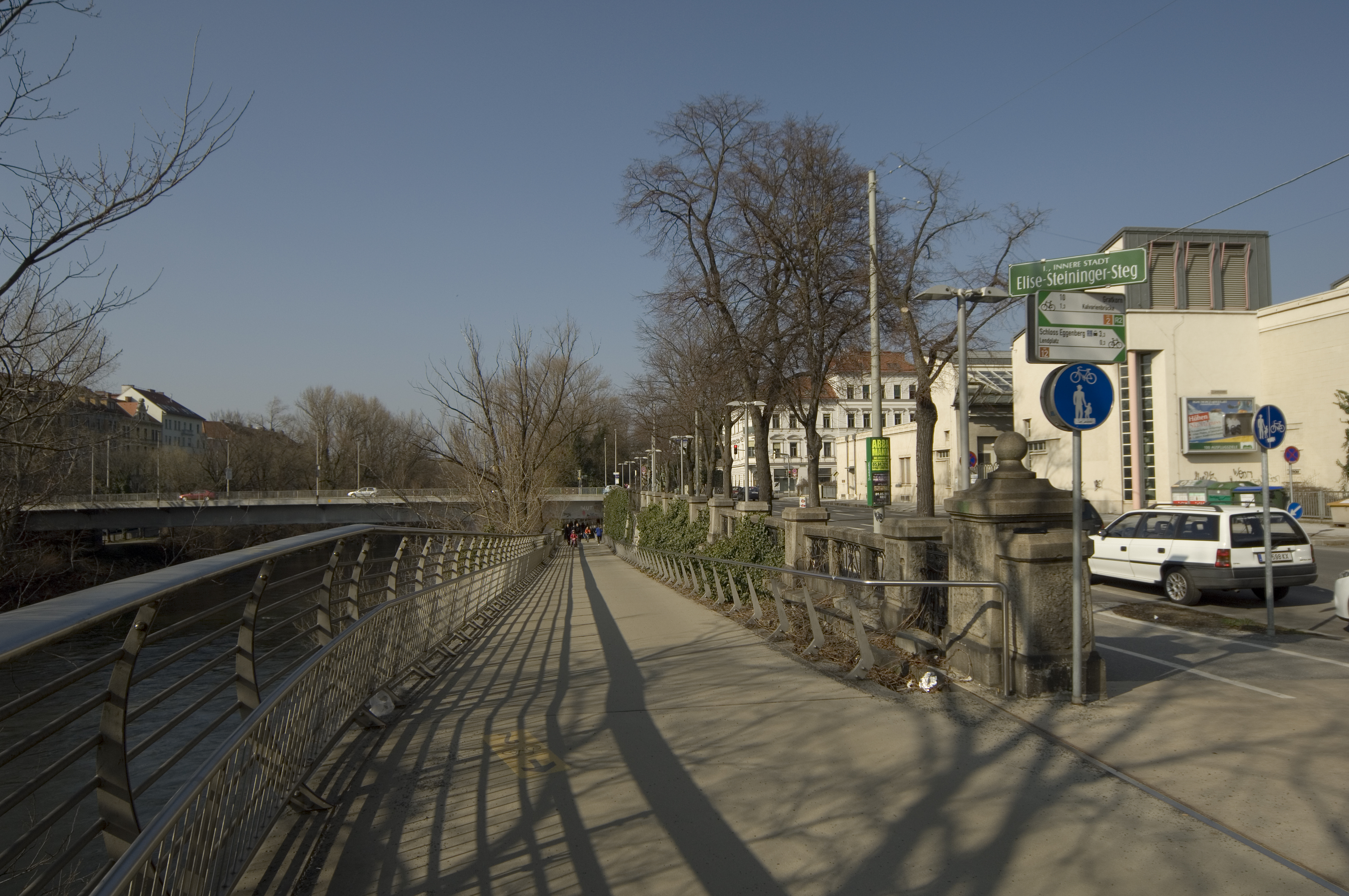
Elise-Steininger-Steg in Graz (2014)

Elise Steininger (* 10. Dezember 1854 als Elise Rauch in Sigmundfeld, Woiwodschaft Serbien und Temeser Banat, damals Ungarn, heute Serbien; † 11. November 1927 in Wien) war eine österreichische Radsportpionierin.

## Leben und Geschichte
1879 heiratete Elise Rauch den Versicherungsangestellten Carl Steininger und zog 1890/1891 mit ihm nach Graz. Als das Hochrad vom Niederrad abgelöst wurde, lernte sie im Alter von 37 Jahren das Fahrradfahren. Sie wurde Mitglied des Vereins Grazer Tourenfahrer, den ihr Mann mitbegründet hatte, fuhr Touren mit, aber beherrschte auch das Kunstradfahren und brachte es in beiden Disziplinen zu „wahrer Meisterschaft“. Als es zum Bruch mit dem Verein kam, weil sie gemeinsam mit fünf weiteren Frauen bei einer Feier des Grazer Bicycle-Clubs eine Kunstradvorführung gemacht hatte, gründete sie 1893 den ersten Frauenradfahrverein Österreich-Ungarns (eventuell auch Kontinentaleuropas), den Grazer Damen Bicycle-Club, dessen erste Präsidentin sie auch war. Ihr Tourenbuch für 1894 wies eine gefahrene Strecke von 1315 Kilometern aus. 1895 wirkte sie bei der Organisation des XII. Bundesfestes des Deutschen Radfahrerbundes in Graz mit. Ebenfalls 1895 richtete ihr Mann ein Fahrradgeschäft mit eigener Schulbahn ein, das auch als Clubheim und Übungsgelände des Frauenradsportvereins diente. Dort erteilte Elise Steininger Fahrradunterricht für Frauen.
Die Zeitschrift Die Radlerin schrieb über sie:

„Die Persönlichkeit der Frau Steininger ist ungemein anziehend und gewinnend durch ihre grosse Liebenswürdigkeit; wirft man außerdem einen Blick in ihr Heim, so kann man sich dessen ganz besonders überzeugen und muss ihren mit so viel Geschmack und musterhafter Einteilung geführten Haushalt bewundern, der uns der lebhafteste Beweis für eine gediegene Hausfrau ist. Gleichzeitig erinnert uns aber auch dieses Bild daran, dass Sport und Pflicht sich leicht vereinbaren lassen!“

Nach sechs Jahren löste sich der Grazer Damen Bicycle-Club auf; ein Grund dafür war, dass andere Vereine zunehmend auch Frauen aufnahmen. Die Ehe der Steiningers blieb kinderlos. Nach dem Tod von Carl Steininger 1903, während eines Urlaubs in Monte-Carlo, ging sein Geschäft in Konkurs, und seine Witwe bekam finanzielle Schwierigkeiten. Bis ca. 1925 blieb sie in Graz wohnen, in der Nähe der Schulbahn, die bis Ende der 1930er Jahre existierte. 1927 starb sie im Versorgungsheim Lainz.
Das Gebäude einer alten Mühle, laut Peter Laukhardt schon 1409 erwähnt, an der Adresse Jakob-Redtenbacher-Gasse 14 (zugleich Kolpinggasse 12) und am ehemaligen linken unteren Grazer Mühlgang gelegen, wurde nach den Erkenntnissen der Geschichtswerkstatt Fahrrad (mit Taliman Sluga, 1999 in der Gotischen Halle des Reinerhofs) von der Radfahrschule der Steiningers, der ersten in Graz, genutzt, die ganz nahe auch eine „Radbahn“ betrieben, typisch ein Übungsgelände mit ebenem Oval.
Nachdem bekannt wurde, dass dieses Gebäude der Radschule abgerissen werden sollte, um stattdessen einen Wohnblock zu errichten, bildete sich eine Bürgerinitiative für den Erhalt des Gebäudes, das nur wenig südlich außerhalb des geschützten Altstadtkerns der Stadt lag und die Dienstbarkeit eines Fußgängerdurchgangs über eine Stiege zur westlich gelegenen Schönaugasse aufwies; Sprecherin wurde Sarah Andersson. 1500 Unterschriften wurden unter einer Petition gesammelt, für den Erhalt des Hauses und die Einrichtung eines Kulturzentrums zum Thema Radfahren darin. Zuletzt wurde an die Errichtung eines Hotels speziell für Radfahrende gedacht. Mangels finanzieller Unterstützung, erhofft etwa von der Stadt Graz, wurde nichts aus den betriebenen Ideen und der Gebäudeeigner SOB ließ, basierend auf einer Abbruchbewilligung von ungefähr 2007, das Gebäude der Mühle und später Radschule am 9. Juli 2010 abreißen. Bei der Vorbereitung des Hausbaus wurde ein aus der Adolf-Kolping-Gasse kommender Hauptsammelkanal um wenige Meter nordwärts umgelegt, was erlaubte, die Auto-Tiefgarage größer bauen zu können, auf der basierend ab September 2011 das Wohnhaus errichtet wurde, das seitdem im Norden an die bestehende Blockrandbebauung anschließt. Ein öffentlicher Durchgang, allerdings nicht mehr in gerader Linie blieb als Geh- und Radweg offen.

## Ehrungen
Im obersten Stock des Rathauses ist am Gang eine von etwa 20 Schautafeln über besondere Grazer Frauen der Radclubgründerin Steiniger gewidmet.
Am 12. Oktober 2006 wurde Elise Steininger als Pionierin des Fahrradfahrens in Graz gewürdigt, indem auf Vorschlag der Argus Radlobby die neue Unterführung für Radfahrer und Fußgänger unter der Keplerbrücke nach ihr „Elise-Steininger-Steg“ benannt wurde.
Nachdem die NS-Vergangenheit des österreichischen Radsport-Idols Ferry Dusika zu Tage gekommen war, gab es Überlegungen, das Ferry-Dusika-Hallenstadion in Wien umzubenennen, dabei wurde auch Steiningers Name als Möglichkeit genannt.

## Elise-Steininger-Steg
Der Steg liegt bei N47.077055, E15.433534 und macht seit 2006 die stark frequentierte linksufrige Radroute am linken Ufer der Mur durch Unterfahren der Keplerbrücke kreuzungsfrei und kürzer.
Bis 2006 lag die erste reguläre Querung der Wickenburggasse in Form einer ampelgeregelten Radfahrerüberfahrt 75 m östlich der Keplerbrücke und 10 m westlich der Straßenbahnachse. Sofern man nicht über den Hügel des schmalen Astes Kaiser-Franz-Josef-Kais via Talstation Schloßbergbahn die Sackstraße zum Hauptplatz anstrebt, musste man noch eine weitere Überfahrt mit Ampel über 3 Fahrspuren den breiten Asts des KFJ-Kais überwinden um wieder uferbegleitend zu radeln. Die stärkste Abkürzung war über eine 10+10-stufige Treppe nahe dem Nordosteck der Keplerbrücke mit Übertragen des Rads oder Nutzen der steilen Rillenschienen für Kinderwagen möglich.
Linksufrig murabwärts radelnd hat man am letzten Häuserblock vor der Keplerbrücke erlaubten Kfz-Anrainerverkehr, denn zwischen der Fahrbahn des Schwimmschulkais und der Geländekante zur Muruferböschung hat die Stadt Graz eine Reihe von Querparkplätzen für Autos erhalten. Nach dem letzten Parkplatz verschwenkt die Radroute um 40° nach rechts, zugleich führt die Strecke etwa ein Höhenmeter bergab und schwenkt bei geringer Sicht wieder um denselben Winkel nach links unter das Tragwerk der Keplerbrücke. Mit Stand von 2017 waren 14 verbogene Vertikalstreben am Niro-Geländer des Stegs zu zählen, Indiz für eine ähnliche Anzahl an Unfällen von Skatern und Radfahrern. Die Halterungen des Geländers sind aus NiRo-Blech scharfkantig geschnitten und verletzen die Finger, wenn man das Geländer als Skater zum Bremsen nützt.
Die nach der Unterquerung des Tragwerks der Keplerbrücke folgende steigungsarme Rampe weist in der Mitte ein waagrechtes Element zum Pausieren für Fußgänger und Rollstuhlfahrer auf. Bis dass der Steg gänzlich in den Geh- und Radweg eingemündet ist, hat er eine Länge von 135 m erreicht. Der Steg konnte daher augenzwinkernd als längste Brücke an der Mur in Graz bezeichnet werden, bis dass am 7. August 2012 der 165 m lange rechtsufrige Längssteg stromabwärts der Weinzödlbrücke eröffnet worden ist.
Der Steininger-Steg besteht aus etwa 10 Tragwerken die sich innerhalb auf etwa 9 Träger abstützen, die seitlich an den Mauern des Brückenkopfs der Keplerbrücke und der hohen Uferverbauung montiert sind. Dazwischen befinden sich Dehnfugen von der Breite eines Rennradreifens.
Die Rampe des Stegs südlich der Keplerbrücke stützt sich auf Anker in der Kaimauer aus Granit. Die schrägen Stützen des Einmündungsplateaus zum Geh-Radweg auf der Mauerkrone nützen die letzte Stelle der massiven Mauer. Unmittelbar danach öffnete sich ehemals die Ufermauer mit einem etwa 7 m breiten Gewölbe um den linken oberen Grazer Mühlgang einmünden zu lassen. Diese Öffnung ist einige Jahrzehnte schon zugemauert, ihre Bogenkontur von der Keplerbrücke jedoch noch erkennbar.